# Mochna plazivá

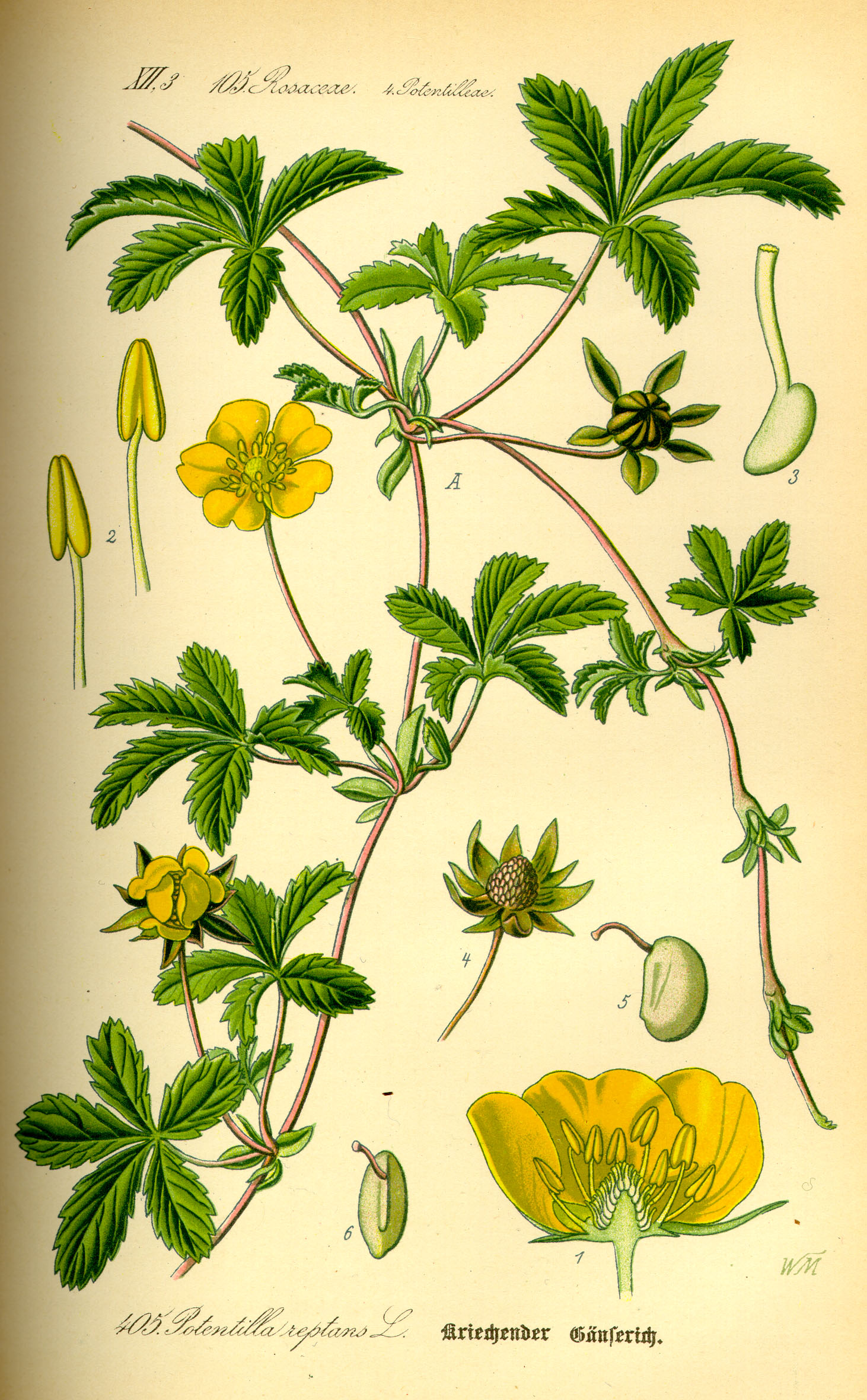
Zobrazení mochny plazivé

Mochna plazivá (Potentilla reptans) je nenáročná, plazivá bylina s kořenujícími lodyhami, jeden z nejběžnějších druhů z rodu mochna.

## Výskyt
Vyjma nejsevernějších částí je rozšířena téměř v celé Evropě, v Malé a Střední Asii, Číně a také v severní Africe. Zavlečena byla do Severní i Jižní Ameriky a na Nový Zéland. Vyrůstá na všech druzích půd, nejmohutnější bývá na výživných, kyprých a dostatečně vlhkých. Roste na loukách a mezích, okrajích lesů a pasekách, na březích vodních toků a nádrží i v místech ovlivněných lidskou činnosti, jako jsou okraje cest, příkopy, bývá součásti ruderálního společenstva rostlin. Proniká také do vinic, zahrad a sadů, ojediněle i na ornou půdu. Ve výběru stanoviště je dosti heterogenní, v Číně roste na horských svazích i do výše 3500 m n. m.
V České republice je to jeden z nejrozšířenějších druhů mochny, v nížinách a nevysokých pahorkatinách vyrůstá hojně, objevuje se zhruba do výšky jen 750 m n. m. Téměř se nevyskytuje na západě ČR.

## Popis
Nízká, trsnatě rozložená vytrvalá bylina, z jejího mírně ztlustlého vícehlavého, plytce kořenícího oddenku s hojnými kořeny vyrůstá trvalá přízemní růžice listů a plazivé (ojediněle i vystoupavé) lodyhy dorůstající obvykle do délky 30 cm, za příhodných podmínek i 1 m a více. Většinou nevětvená lodyha s dlouhými články vypouští v uzlinách kořínky které brzy koření. Z jednoho článku vyrůstají 1 až 2 samostatné listy nebo růžice listů.
Listy mají dlouhé chlupaté řapíky s kopinatými nahnědlými palisty, jsou dlanitě 5 až 7četné (výjimečně 3četné) a z obou stran řídce přitiskle chlupaté. Lístky zelené barvy a eliptického až obvejčitého tvaru jsou na obvodu vroubkované až pilovitě zubaté, jsou buď krátce řapíkaté nebo přisedlé. Na rubu mohou mít přitisklé chlupy.
Pravidelné, oboupohlavné květy měřící v průměru 2 až 3 cm vyrůstají jednotlivě na stopkách dlouhých 6 až 10 mm z úžlabí listů. Vytrvalý kalich, roztroušeně chlupatý, má 5 zelených lístků vejčitého tvaru a je prostřídán drobným kalíškem který se po odkvětu zvětšuje. Žlutá koruna, dvojnásobně delší než kalich, má 5 volných lístků žluté barvy. V květu je 10 až 30 tyčinek, semeník je vytvořen až 80 plodolisty. Květní lůžko v době zrání plodů usychá. Plody jsou nažky. Kvete od července do srpna, ojediněle až do zámrazu.

## Rozmnožování
Rostlina se rozmnožuje generativně i vegetativně. Na jedné rostlině dozrává až několik set nepravidelně vejčitých nažek které jsou 1 až 1,5 mm velké, v jednom souplodí jich může být 60 i více. Čerstvě uzrálé nažky klíčí málo, po zimní stratifikaci v půdě se jejich klíčivost značně zvyšuje a je po několik dalších let dobrá.
Rozmnožování semeny převládá na suchých, málo úrodných stanovištích kde nažky vypadávají do blízkého okolí nebo je případně voda odnáší i dál, rozšiřují se také rozvážením kompostu a hnoje. Semena jsou rozšiřována i zvířaty nebo lidskou činností. Rozmnožování rostlinnými částmi je pravděpodobnější na úrodných a vlhčích půdách kde oddělené části lodyh nebo oddenků dobře zakořeňují, roznášeny do okolí jsou při obdělávaní půdy.

## Význam
Přestože je mnohdy považována za plevelnou rostlinu, škody které způsobuje nejsou velké. Snad jen na prořídlých pastvinách, kde se může hodně rozmnožit a zhoršit kvalitu píce.
Nať se používá v léčitelství, kdy její glykosidní sloučeniny působí na hladké svalstvo, mají protikřečové účinky. Zevně se uplatňuje při desinfekci špatně se hojících ran. Obsahuje také hodně vitamínu C, nať chutná trpce, kořen nasládle.

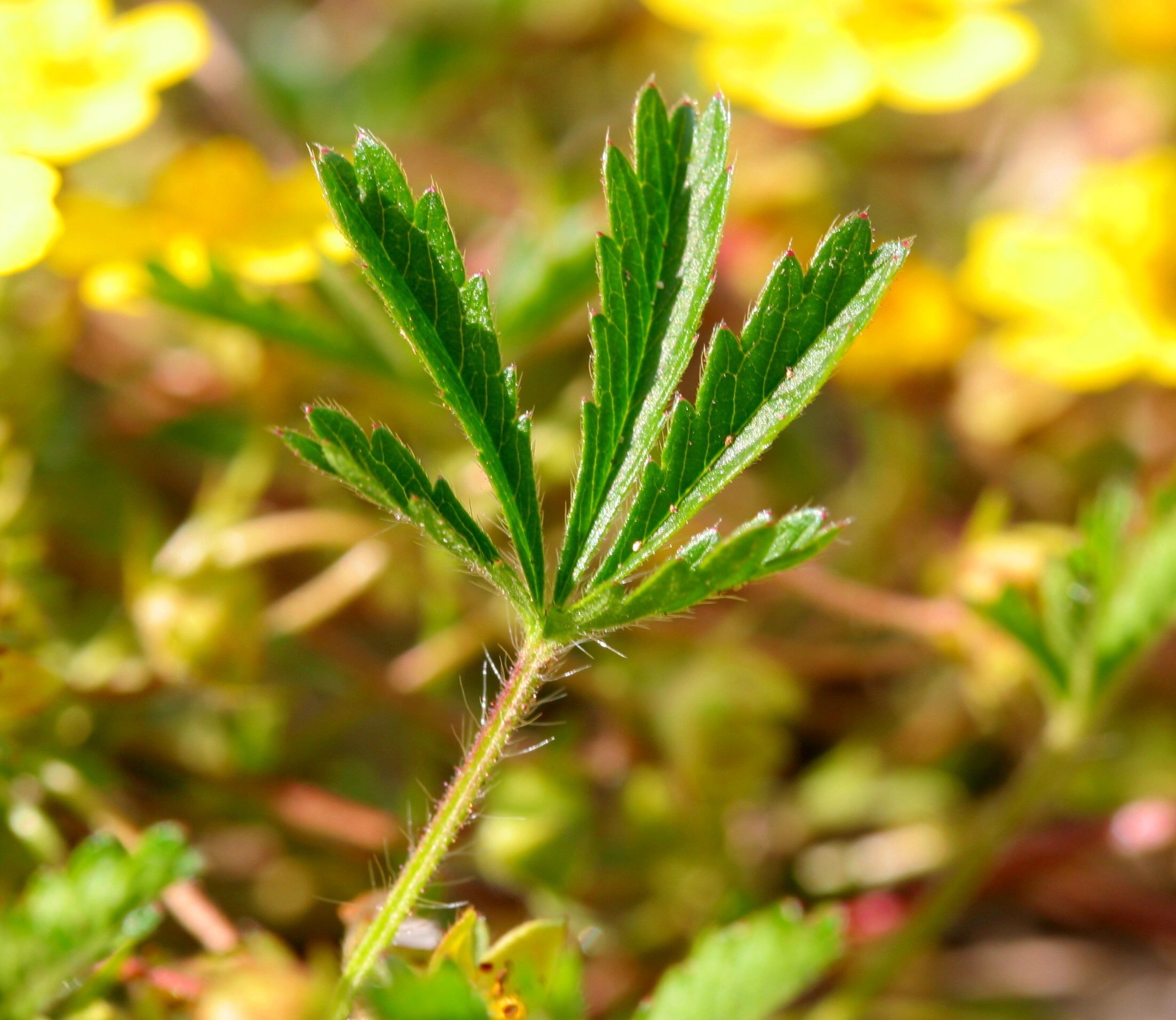
Pětičetný list s řapíkem
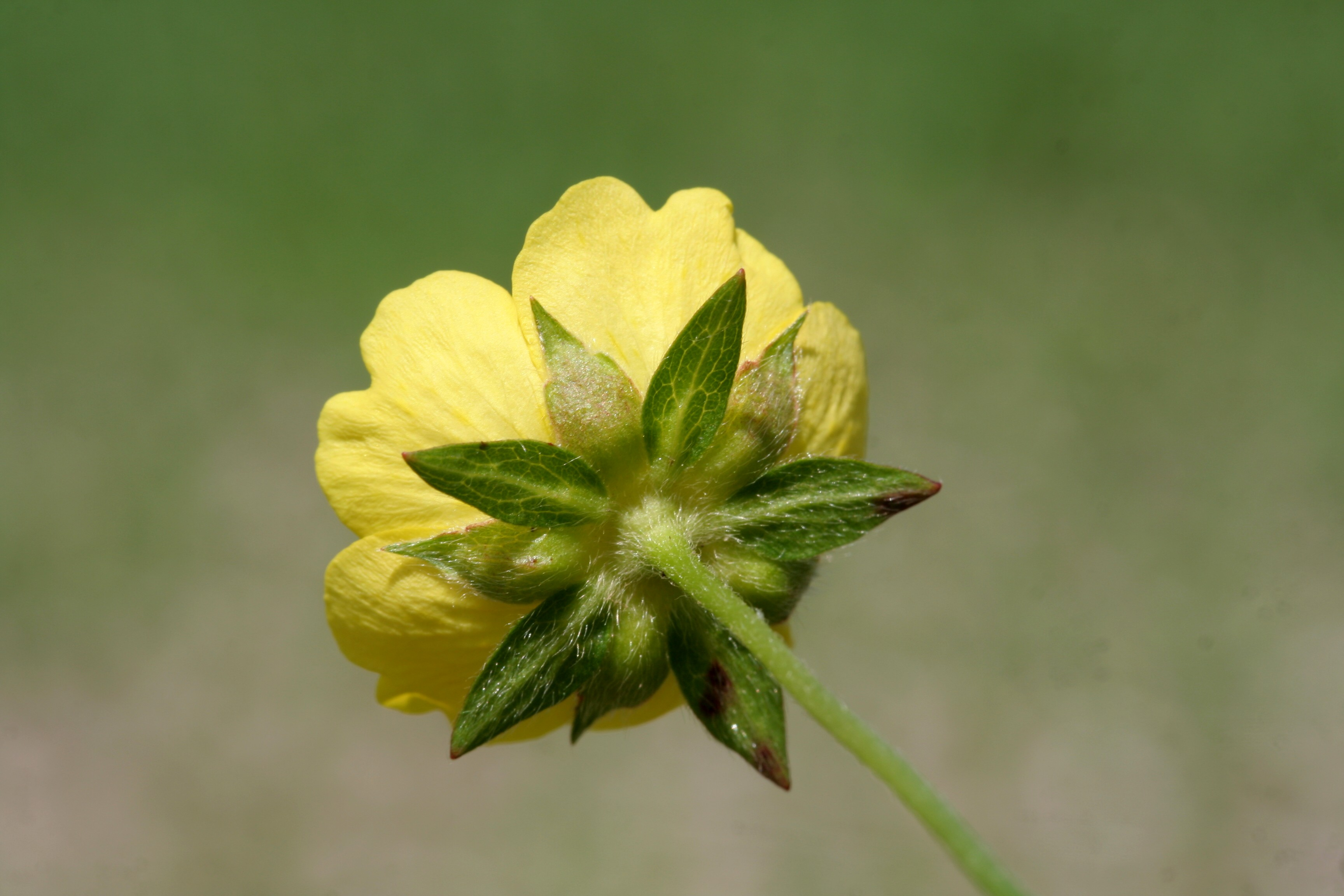
Žlutá koruna, zelený kalich a kalíšek
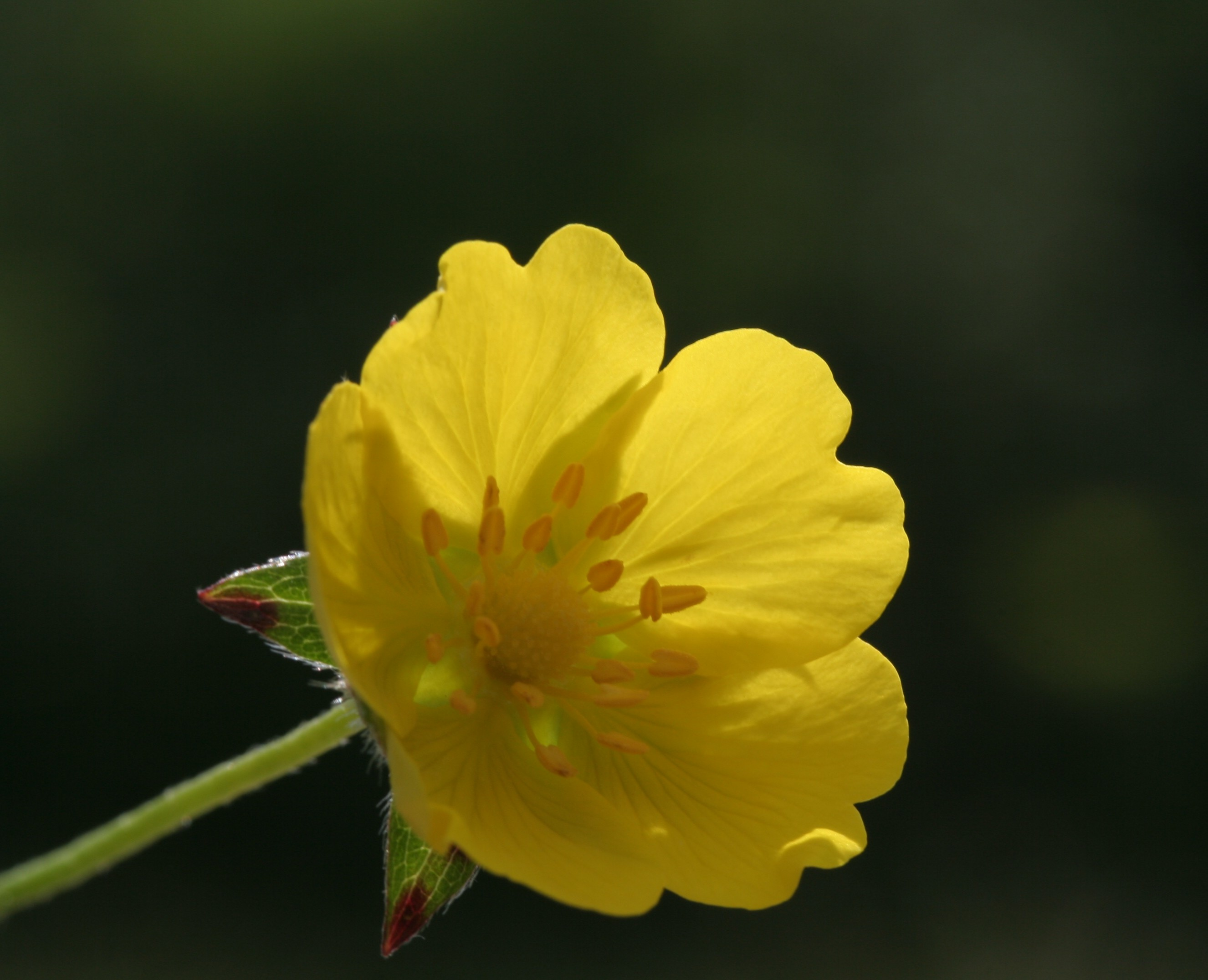
Květ s prašníky
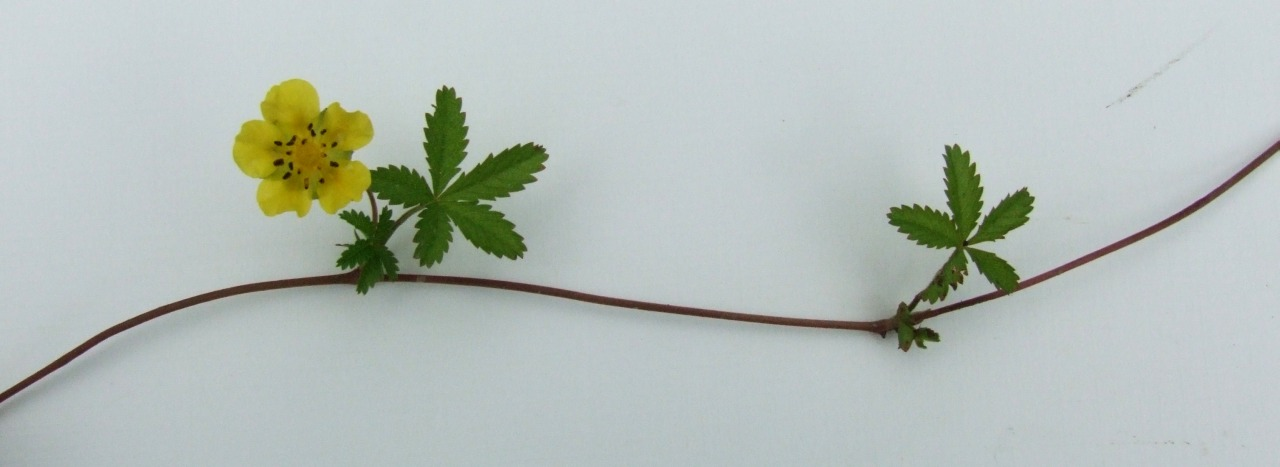
Plazivá lodyha